# Travis Etienne
Travis Etienne (geboren am 26. Januar 1999 in Jennings, Louisiana) ist ein US-amerikanischer American-Football-Spieler auf der Position des Runningbacks. Er spielte College Football für die Clemson Tigers. Im NFL Draft 2021 wurde Etienne in der ersten Runde von den Jacksonville Jaguars ausgewählt.

## College
Etienne besuchte die Highschool in seiner Heimatstadt Jennings, Louisiana, und spielte ab 2017 an der Clemson University in South Carolina College Football für die Clemson Tigers in der NCAA Division I FBS.
Zu Beginn seiner Freshman-Saison war der Wettbewerb um den Stammplatz als Runningback der Tigers offen, neben Etienne kämpften drei weitere Spieler um diese Position. Etienne bestritt 2017 kein Spiel als Starter, war allerdings mit 766 erlaufenen Yards bei 107 Laufversuchen und 13 Touchdowns der erfolgreichste Läufer seines Teams.
In der Saison 2018 wurde Etienne als Player of the Year der Atlantic Coast Conference (ACC) ausgezeichnet. Im Championship Game der ACC, das Clemson mit 42:10 gegen die University of Pittsburgh gewann, erhielt Etienne die Auszeichnung als Most Valuable Player (MVP). Das von Quarterback Trevor Lawrence angeführte Team gewann zum Saisonabschluss mit Etienne die nationale Meisterschaft, das College Football Playoff National Championship Game, mit 44:16 gegen die Alabama Crimson Tide. In diesem Spiel erlief Etienne zwei Touchdowns und fing einen Touchdownpass. Insgesamt erlief er 1659 Yards in der Saison und war mit 24 Touchdowns in dieser Statistik landesweit führend in der FBS.
In der folgenden Saison gewann Etienne erneut die Auszeichnung des Player of the Year in der ACC. Mit 1619 Rushing Yards und 19 Touchdowns konnte er an seine Leistungen aus der Vorsaison anknüpfen. Auch 2019 stand Etienne mit Clemson im Spiel um die nationale Meisterschaft, verlor allerdings mit 25:42 gegen die Louisiana State University.
Obwohl Medien und Analysten erwartet hatten, dass Etienne sich für den NFL Draft 2020 anmelden würde, gab er am 17. Januar 2020 bekannt, eine weitere Saison für Clemson zu spielen.
Im Spiel gegen Boston College am 31. Oktober 2020 brach Etienne den Rekord für die meisten erlaufenen Yards einen Spielers aus der ACC. Die vorige Bestmarke von 4602 Yards hatte Ted Brown von North Carolina State in den Jahren 1975 bis 1978 aufgestellt.

## NFL
Im NFL Draft 2021 wurde Etienne in der ersten Runde an 25. Stelle von den Jacksonville Jaguars ausgewählt. Im zweiten Spiel der Preseason gegen die New Orleans Saints zog er sich eine Verletzung am linken Fuß zu. Daraufhin wurde Etienne auf die Injured Reserve List gesetzt, womit er für die gesamte Saison 2021 ausfiel.
In der Saison 2022 musste Etienne sich die Spielzeit zunächst mit James Robinson teilen. Bei seinem NFL-Debüt gegen die Washington Commanders in Woche 1 absolvierte er vier Läufe für 47 Yards und fing zwei Pässe für 18 Yards. Etienne konnte Robinson jedoch im Saisonverlauf überflügeln: In Woche 6 lief er erstmals statt Robinson als Starter auf, am siebten Spieltag sah er deutlich mehr Spielzeit. Nachdem Etienne in den vorangegangenen drei Spielen jeweils über 100 Yards Raumgewinn erzielt hatte, gaben die Jaguars Robinson vor dem achten Spieltag an die New York Jets ab, womit Etienne zum klaren Starter avancierte. Er kam in der Saison insgesamt auf 1.125 Yards Raumgewinn im Laufspiel bei einem Durchschnitt von 5,1 Yards pro Lauf.

### NFL-Statistiken
| Saison                             | Team  | Spiele                        | Spiele                        | Rushing                       | Rushing                       | Rushing                       | Rushing                       | Rushing                       | Receiving                     | Receiving                     | Receiving                     | Receiving                     | Receiving                     | Fumbles                       | Fumbles                       |
| Saison                             | Team  | GP                            | GS                            | Att                           | Yds                           | Avg                           | Lng                           | TD                            | Rec                           | Yds                           | Avg                           | Lng                           | TD                            | Fum                           | Lost                          |
| ---------------------------------- | ----- | ----------------------------- | ----------------------------- | ----------------------------- | ----------------------------- | ----------------------------- | ----------------------------- | ----------------------------- | ----------------------------- | ----------------------------- | ----------------------------- | ----------------------------- | ----------------------------- | ----------------------------- | ----------------------------- |
| 2021                               | JAX   | kein Einsatz wegen Verletzung | kein Einsatz wegen Verletzung | kein Einsatz wegen Verletzung | kein Einsatz wegen Verletzung | kein Einsatz wegen Verletzung | kein Einsatz wegen Verletzung | kein Einsatz wegen Verletzung | kein Einsatz wegen Verletzung | kein Einsatz wegen Verletzung | kein Einsatz wegen Verletzung | kein Einsatz wegen Verletzung | kein Einsatz wegen Verletzung | kein Einsatz wegen Verletzung | kein Einsatz wegen Verletzung |
| 2022                               | JAX   | 17                            | 12                            | 220                           | 1.125                         | 5,1                           | 62                            | 5                             | 35                            | 316                           | 9,0                           | 30                            | 0                             | 5                             | 3                             |
| 2023                               | JAX   | 17                            | 17                            | 267                           | 1.008                         | 3,8                           | 62                            | 11                            | 58                            | 476                           | 8,2                           | 56                            | 1                             | 0                             | 0                             |
| 2024                               | JAX   | 15                            | 15                            | 150                           | 558                           | 3,7                           | 22                            | 2                             | 39                            | 254                           | 6,5                           | 26                            | 0                             | 1                             | 0                             |
| Total                              | Total | 49                            | 44                            | 637                           | 2.691                         | 4,2                           | 62                            | 18                            | 132                           | 1.046                         | 7,9                           | 56                            | 1                             | 6                             | 3                             |
| Quelle: pro-football-reference.com |       |                               |                               |                               |                               |                               |                               |                               |                               |                               |                               |                               |                               |                               |                               |